# Joana Benedek
Joana Benedek (Bukurešt, Rumunjska - 21. siječnja 1972.) rumunjsko - meksička je glumica. Najpoznatija je po ulozi Pamele Torreblance u meksičkoj telenoveli Opijeni ljubavlju.

## Biografija
Joana je napustila domovinu u potrazi za poslom. Prvo se preselila u Venezuelu, a zatim u Meksiko. U Caracasu je nastavila školovanje, ali zbog posla modela je na kraju napustila školu. 
Godine 1997. je potpisala ugovor s prestižnom kozmetičkom kućom u New Yorku. Tokom boravka ondje, odlučuje se studirati glumu na akademiji Susan Grace. Kasnije upoznaje meksičkog producenta i započinje karijeru kao glumica.
Sirena, Amigas y Rivales i Angela neke su od melodrama u kojima je nastupala.

## Filmografija
| Godina        | Naslov                         | Uloga                      |
| ------------- | ------------------------------ | -------------------------- |
| 2011.         | Dos hogares                    | Yolanda Rivapalacio        |
| 2009. – 2010. | Hasta que el dinero nos separe | Marian Celeste             |
| 2007.         | Opijeni ljubavlju              | Pamela Torreblanca         |
| 2006.         | Ružna Betty                    | Cristina                   |
| 2005.         | Barrera de amor                | Leonela                    |
| 2003.         | De pocas, pocas pulgas         | Reneé Lastra               |
| 2002.         | Mi Gorda Bella                 | Zoraida Torres             |
| 2001.         | Amigas y rivales               | Roxana                     |
| 2000.         | Mujeres engañadas              | Joana Sierra               |
| 1998.         | Ángela                         | Catalina Lizárraga Miranda |
| 1996.         | Pecado de amor                 | Rosalía Alamo              |
| 1994.         | Cruz de nadie                  | Cynara                     |
| 1993.         | Sirena                         | Divna Joana                |
| 1992.         | Piel                           | Sandra                     |
| 1989.         | Rubí rebelde                   | Zoraida                    |